# يوشيهيرو ناتسوكا
يوشيهيرو ناتسوكا (名塚 善寛) (ولد 7 أكتوبر 1969) هو لاعب كرة قدم ياباني سابق، شارك في كأس القارات 1995.

## الإحصاءات الدولية
| منتخب اليابان | منتخب اليابان | منتخب اليابان |
| السنه         | المشاركة      | الأهداف       |
| ------------- | ------------- | ------------- |
| 1994          | 9             | 1             |
| 1995          | 2             | 0             |

## روابط خارجية
1. ↑  "معلومات عن يوشيهيرو ناتسوكا على موقع transfermarkt.com". transfermarkt.com. مؤرشف من الأصل في 2020-04-16.
2. ↑  "معلومات عن يوشيهيرو ناتسوكا على موقع national-football-teams.com". national-football-teams.com. مؤرشف من الأصل في 2020-03-14.
3. ↑  "معلومات عن يوشيهيرو ناتسوكا على موقع data.j-league.or.jp". data.j-league.or.jp. مؤرشف من الأصل في 2019-12-16.

- يوشيهيرو ناتسوكا على موقع الاتحاد الدولي (مؤرشف)  (الإنجليزية)
- يوشيهيرو ناتسوكا على موقع رابطة كرة القدم اليابانية للمحترفين (اليابانية)
- يوشيهيرو ناتسوكا على موقع قاعدة بيانات كرة القدم.إي يو (الإنجليزية)
- يوشيهيرو ناتسوكا على موقع ناشيونال فوتبول تيمز (الإنجليزية)
- يوشيهيرو ناتسوكا على موقع Soccerway.com (الإنجليزية)
- يوشيهيرو ناتسوكا على موقع عالم كرة القدم.نت (الإنجليزية)